# Charles J. Timmes
Charles J. Timmes (ngày 18 tháng 7 năm 1907 – ngày 20 tháng 10 năm 1990) là Thiếu tướng Lục quân Hoa Kỳ.

## Thân thế và học vấn
Timmes quê quán tại Innsbruck, Đế quốc Áo-Hung là nơi mà cha ông vốn là bác sĩ y khoa người Mỹ đang theo đuổi các nghiên cứu nâng cao. Gia đình ông mới quay trở về Mỹ, sống ở thành phố New York. Timmes theo học tại Đại học Fordham, tốt nghiệp luật năm 1932 và hành nghề luật sư ở New York trong bảy năm tiếp theo.

## Binh nghiệp
Timmes được gọi nhập ngũ năm 1939.

### Thế chiến thứ hai

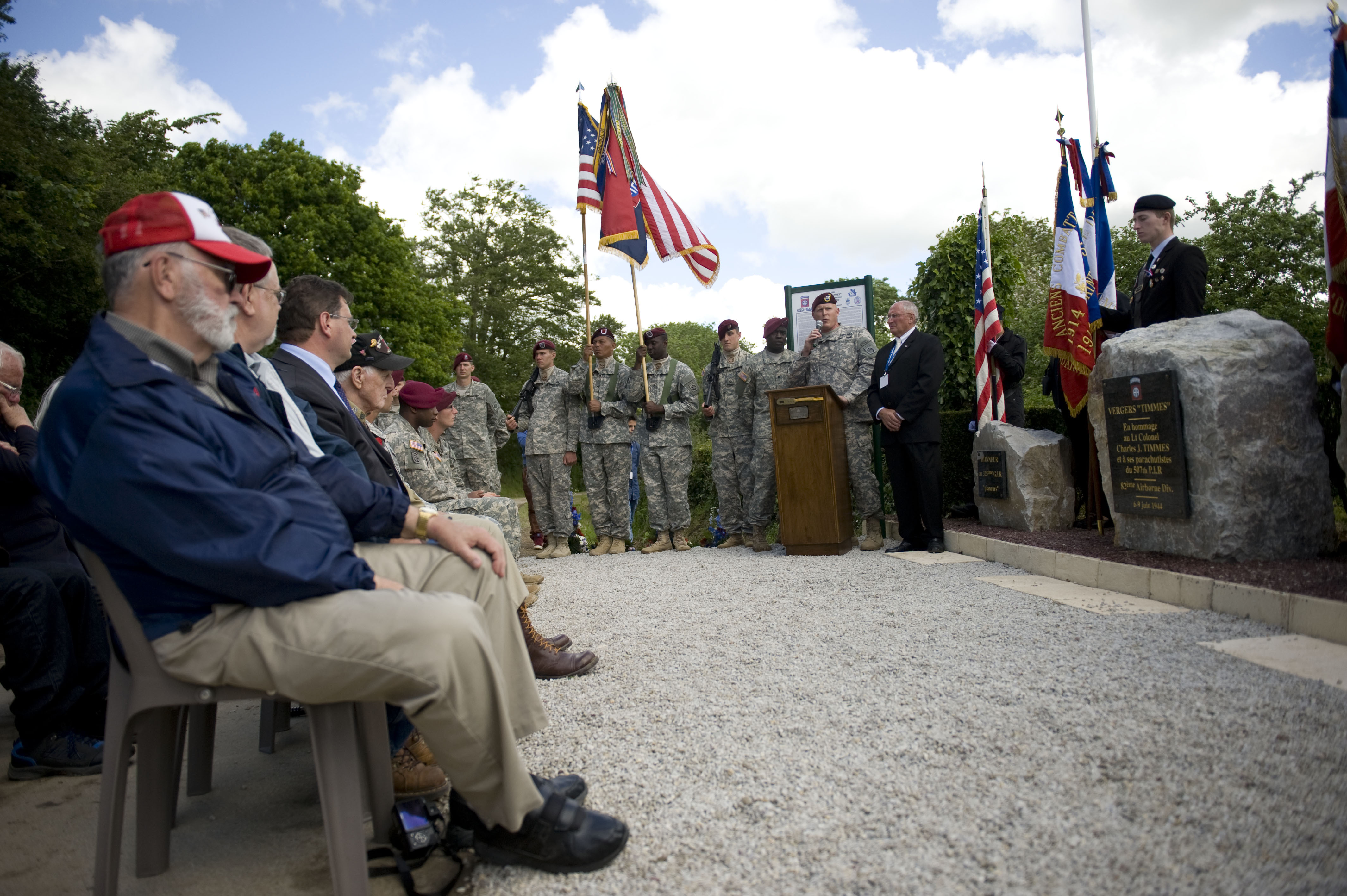
Buổi lễ tại Vườn cây ăn quả Timmes tháng 6 năm 2014.

Trung tá Timmes là Tiểu đoàn trưởng Tiểu đoàn 2, Trung đoàn Bộ binh Nhảy dù 507 được thả xuống Sứ mệnh Boston, một phần trong cuộc đổ bộ đường không của Mỹ tại Normandy vào sáng ngày 6 tháng 6 năm 1944. Sư đoàn 2/507 được giao nhiệm vụ bảo vệ đầu phía tây của cầu La Fière cách Sainte-Mère-Église khoảng 3 km, tuy nhiên tiểu đoàn của ông đã bị phân tán rộng rãi trong cuộc đổ bộ xuống vùng đầm lầy cỏ dọc theo sông Merderet, đến cuối ngày, Timmes đã điều động một nhóm khoảng 100 lính đóng chốt ở các vị trí phòng thủ trong một vườn cây ăn quả. Ngày 8 tháng 6, quân Đức mở 4 cuộc tấn công riêng biệt vào vị trí của Timmes, tất cả đều bị đẩy lùi. Yêu cầu yểm trợ được gửi đến sở chỉ huy Sư đoàn Dù 82 và một tiểu đoàn từ Trung đoàn Bộ binh 325 được gửi đến tăng viện. Timmes sau đó mới mở các cuộc tấn công vào những cứ điểm của quân Đức và đường đắp cao La Fière. Ngày 9 tháng 6, Trung đoàn 325 tấn công các cứ điểm của quân Đức tại Cauquigny nhưng bị đánh trả và rút lui về vườn cây ăn quả, nơi quân Đức lại tấn công trước khi họ được giải vây vào cuối ngày hôm đó. Địa điểm diễn ra trận chiến ngày nay được gọi là Vườn cây ăn quả Timmes và các tượng đài về Trung đoàn 507, 325 và 508 đều được dựng lên gần đó.
Trung đoàn Bộ binh Nhảy dù 507 được chuyển giao cho Sư đoàn Dù 17 khi trở về Anh vào tháng 7 năm 1944. Timmes lại chỉ huy Sư đoàn 2/507 trong Chiến dịch Varsity vào tháng 3 năm 1945 .

### Thời kỳ hậu chiến
Sau chiến tranh, Timmes học tiếng Nga tại Học viện Ngôn ngữ Quốc phòng của Lục quân Mỹ tại Presidio of Monterey, California và lịch sử Nga tại Đại học Columbia. Quá trình học hành này đã ngăn cản ông tham gia chiến tranh Triều Tiên. Timmes nhận bằng thạc sĩ về lý thuyết chính trị tại Đại học Georgetown và tốt nghiệp Trường Chỉ huy và Tham mưu, Trường Tham mưu Lực lượng Vũ trang và Trường Chiến tranh Quốc gia. Timmes sau đó phục vụ tại Hàn Quốc từ tháng 11 năm 1956 cho đến tháng 3 năm 1958 và là sĩ quan tình báo ở Washington D.C. Timmes là trợ lý chỉ huy Sư đoàn Nhảy dù 101 từ tháng 3 năm 1959 đến tháng 5 năm 1961.

### Chiến tranh Việt Nam
Tháng 7 năm 1961, Timmes được cử sang Việt Nam Cộng hòa giữ chức vụ cấp phó cho trưởng Đoàn Cố vấn Viện trợ Quân sự (MAAG) Trung tướng Lionel C. McGarr. Khi McGarr rời chức vụ này vào tháng 3 năm 1962, Timmes kế nhiệm ông và giữ chức cho đến ngày 15 tháng 5 năm 1964 khi MAAG được sáp nhập vào Bộ Tư lệnh Viện trợ Quân sự Mỹ tại Việt Nam. Timmes ở lại miền Nam Việt Nam cho đến tháng 7 năm 1964. Trong thời gian này Timmes xây dựng quan hệ với nhiều sĩ quan Quân lực Việt Nam Cộng hòa (QLVNCH), những người sẽ đóng vai trò quan trọng trong chiến tranh, trong đó có Tướng Dương Văn Minh.:7–10 Ngày 15 tháng 11 năm 1963 Timmes thông báo rằng 1.000 cố vấn Mỹ sẽ rút đi vào tháng 12, đưa số lượng cố vấn xuống còn 15.500 người.
Sau khi giải ngũ, Timmes gia nhập Cơ quan Tình báo Trung ương (CIA) và trở lại miền Nam Việt Nam vào năm 1967, vai trò của ông là liên lạc với giới lãnh đạo Việt Nam Cộng hòa và các chỉ huy QLVNCH, nhiều người trong số họ mà ông biết khi họ còn là sĩ quan cấp dưới trong chuyến công tác trước đó của ông ở Việt Nam.:23 Timmes nối lại tình bạn với Dương Văn Minh và họ thường chơi quần vợt cùng nhau tại Cercle Sportif.
Timmes đóng vai trò trung gian cho Đại sứ quán Hoa Kỳ và Chính phủ Việt Nam Cộng hòa trong những ngày cuối tháng 4 năm 1975 và là công cụ tạo điều kiện cho Tổng thống Nguyễn Văn Thiệu từ chức vào ngày 21 tháng 4 và việc Dương Văn Minh lên làm tổng thống vào ngày 27 tháng 4 năm hy vọng rằng ông sẽ có thể đàm phán một lệnh ngừng bắn với Bắc Việt. Ngày 25 tháng 4 năm 1975, trưởng trạm CIA Thomas Polgar, Timmes và đồng nghiệp CIA Frank Snepp hộ tống cựu Tổng thống Thiệu đến Sân bay quốc tế Tân Sơn Nhất lên chiếc máy bay sẽ đưa ông đi lưu vong. Ngày 29 tháng 4 năm 1975, Timmes được sơ tán khỏi Đại sứ quán Hoa Kỳ trong Chiến dịch Gió lốc trên cùng một chiếc trực thăng với Frank Snepp.:20

## Cuối đời
Sau khi nghỉ hưu ở CIA năm 1975, Timmes làm việc cho công ty luật Altmann & Vitt ở Washington.
Timmes qua đời vào ngày 20 tháng 10 năm 1990 tại Falls Church, Virginia và được chôn cất tại Nghĩa trang Quốc gia Arlington.